# Мухоловка індокитайська
Мухоло́вка індокитайська (Muscicapa williamsoni) — вид горобцеподібних птахів родини мухоловкових (Muscicapidae). Мешкає в Південно-Східній Азії. Вид названий на честь англійського натураліста Волтер Вільямсона. Раніше вважався конспецифічним з бурою мухоловкою, однак був визнаний окремим видом.

## Опис
Довжина птаха становить 12—14 см. Голова відносно велика, хвіст короткий. Верхня частина тіла коричнева, надхвістя має охристий відтінок. Кінчики верхніх покривних пер крил і краї третьорядних махових пер охристі. Нижня частина тіла поцятковані світло-коричневими смугами. Навколо очей білі кільця.

## Підвиди
Виділяють два підвиди:
- M. w. williamsoni Deignan, 1957 — від південної М'янми і південного Таїланду до півночі Малайського півострова;
- M. w. umbrosa Wells, DR, 1982 — північно-східний Калімантан (Сабах).

## Поширення і екологія
Індокитайські мухоловки мешкають у М'янмі, Таїланді і Малайзії. Взимку частина популяції мігрує на південь Малайського півострова, на Суматру, Калімантан і сусідні острови. У 2020 році бродячого птаха спостерігали на північному заході Австралії . Індокитайські мухоловки живуть у вологих тропічних лісах, на узліссях і галявинах та в рідколіссях, на висоті до 1300 м над рівнем моря. Вони зимують в тропічних лісах. чагарникових заростях, парках і садах. Живляться комахами.